# Instinct félin
Pour plus de détails, voir Fiche technique et Distribution.
Instinct félin (Passion in the Desert) est un film d'aventures américain réalisé par Lavinia Currier et sorti en 1997.
Il s'agit d'une adaptation de la nouvelle Une passion dans le désert d'Honoré de Balzac parue en 1830.

## Synopsis
En 1798, Napoléon Ier lance la campagne d'Égypte. Un artiste frêle et âgé, Jean-Michel Venture de Paradis (Michel Piccoli), est chargé par Napoléon de dessiner les paysages et les monuments de l'Égypte. Le soldat français Augustin Robert (Ben Daniels) est chargé d'empêcher Venture d'être harcelé par les autres soldats, mais le fardeau incessant de cette tâche ne tarde pas à peser sur Augustin. Les mamelouks attaquent le petit campement du régiment. Augustin et Venture sont alors séparés de leur régiment. Marchant dans le paysage aride, sous le soleil brûlant du désert, ils commencent à souffrir d'une soif inextinguible, et Augustin est furieux lorsque l'artiste utilise la dernière goutte d'eau pour mélanger ses peintures.
Augustin abandonne Venture, qui ne peut suivre, mais promet de revenir avec de l'aide. Venture, ne pouvant croire au retour d'Augustin, se suicide. Augustin erre seul et sans but. Sa soif le pousse à voler de l'eau aux Bédouins autochtones, effrayant une jeune femme qui le surprend dans sa tente. Plusieurs Bédouins se lancent à sa poursuite et il s'enfuit dans des grottes voisines où il est pris au piège jusqu'à ce qu'une panthère, surgie de nulle part, tue un Bédouin qui s'apprêtait à le tuer.
Augustin est d'abord terrifié, puis étonné lorsque la panthère lui donne de la nourriture et le conduit à un plan d'eau. Augustin et la panthère, qu'il nomme « Simoom », développent une relation étrange et mystérieuse, et il commence à reproduire son comportement, vivant dans les ruines d'une cité perdue près des grottes. Se déshabillant, il se peint le corps avec de la terre et du sable, cherchant à ressembler à sa fourrure brun doré et à ses marques en forme de rosettes. Pendant un certain temps, ils se méfient l'un de l'autre et se font concurrence, mais un lien s'est tout de même créé. Augustin est jaloux lorsque Simoom part s'accoupler avec une autre panthère, mais elle revient ensuite vers lui.
Le lien entre Augustin et Simoom est alors mis à l'épreuve. Il la sauve d'un groupe de soldats français égarés qui veulent la tuer pour la manger. Augustin, cependant, décide finalement de retourner dans son régiment plutôt que d'être considéré comme un déserteur ou un traître. Il revêt à nouveau ce qui reste de son uniforme et de son bicorne et attache Simoon à un poteau, mais elle s'échappe. Simoom, furieux de sa tentative de fuite, charge et se jette sur lui. Il est contraint de tuer la panthère en état de légitime défense.
Blessé par Simoom, souffrant d'une chaleur et d'une soif intenses, Augustin s'effondre avant d'avoir pu retrouver le chemin de la civilisation. Au seuil de la mort, il est sauvé par un Arabe de passage à dos de chameau et ramené à son régiment.

## Fiche technique
- Titre français : Instinct félin (titre VHS)[1]
- Titre québécois : Passion dans le désert
- Titre original : Passion in the Desert[2]
- Réalisation : Lavinia Currier
- Scénario : Lavinia Currier, Martin Edmunds, d'après la nouvelle Une passion dans le désert (1830) d'Honoré de Balzac.
- Photographie : Alekseï Rodionov (ru)
- Montage : Nicolas Gaster
- Musique : José Nieto
- Décors : Amanda McArthur
- Costumes : Shuna Harwood
- Production : Lavinia Currier, Jamil Dehlavi (en), Stephen Dembitzer, Joel McCleary, Alton Walpole
- Sociétés de production : Roland-Film
- Format : couleurs - 1,85:1 - Son Dolby Digital - 35 mm
- Pays de production :  États-Unis
- Langue de tournage : anglais américain
- Genre : film d'aventures
- Durée : 93 minutes
- Dates de sortie : 
  - États-Unis : 31 août 1997 (Festival du film de Telluride) ; 12 juin 1998 (sortie nationale)
  - France : 7 juin 2000 (sortie vidéo)

## Distribution
- Ben Daniels : Augustin Robert
- Michel Piccoli : Jean-Michel Venture de Paradis
- Paul Meston : un Grognard
- Habis Hussein : un bédouin
- Ismael Al-Hamd : un bédouin
- Keneth Collard : un officier

## Production
Le tournage a eu lieu en Jordanie et dans les ruines de Pétra. Le film a été tourné du 1er avril au 28 juin 1995. La réalisatrice Lavinia Currier a investi 5 millions de dollars de sa poche, en plus de l'écriture et de la production du film. Currier a utilisé des animaux choisis à la naissance pour être élevés avec suffisamment d'interaction humaine, ce qui a rendu le processus de tournage des scènes avec la panthère beaucoup plus facile. Malgré cela, l'acteur Ben Daniels a frôlé le drame pendant le tournage du film. Daniels aurait failli être mordu par la panthère. Avant le tournage, Ben Daniels a passé du temps avec une famille bédouine dans le Wadi Rum afin de s'imprégner de l'environnement, ce qui l'aurait aidé dans son travail d'acteur.